# Huaquillas
Huaquillas är en ort i Ecuador.   Den ligger i provinsen El Oro, i den sydvästra delen av landet, 400 km sydväst om huvudstaden Quito. Huaquillas ligger 9 meter över havet och antalet invånare är 39 757.
Terrängen runt Huaquillas är platt, och sluttar norrut. Runt Huaquillas är det ganska glesbefolkat, med 32 invånare per kvadratkilometer. Det finns inga andra samhällen i närheten. Omgivningarna runt Huaquillas är huvudsakligen savann.